# 德米特里·伊凡诺维奇·帕夫卢茨基
德米特里·伊凡诺维奇·帕夫卢茨基（俄语：Дмитрий Иванович Павлуцкий，？—1747年3月21日），俄罗斯探险家。他以征伐楚科奇人而知名。
1641年，俄罗斯探险家开始进入楚科奇地区，同楚科奇人接触。最初，他们对这片地区不感兴趣。17世纪晚期俄罗斯派探险家前去探查北美洲潜在的黄金，常常遭到楚科奇人的袭击，因而决定征服他们。1725年，俄罗斯沙皇彼得一世派阿法纳西·舍斯塔科夫少校征讨楚科奇人，但失败，其本人也在1730年3月阵亡。
1731年，彼得一世再派帕夫卢茨基少校征讨楚科奇人。出于对楚科奇人的恐惧，帕夫卢茨基使用大规模屠杀、焚烧村落、驱逐驯鹿、掳掠妇女儿童等方法，对楚科奇人进行残暴的惩罚。楚凡人、科里亚克人和尤卡吉尔人最终向俄罗斯帝国效忠，并要求俄罗斯保护自己不受楚科奇人的侵犯。
1747年3月12日，500名楚科奇战士洗劫了俄罗斯在远东的据点阿纳德尔斯克。帕夫卢茨基率部下131人（包括96名哥萨克、35名科里亚克盟友）出发追赶，占领了附近的楚科奇人据点Markovo。帕夫卢茨基不顾自己方面缺乏防御工事，冒然下令进攻，被楚科奇人大败，全军覆没。其本人也被杀，他的头被楚科奇人砍下来带走作为纪念并保存了数年。其尸体被埋在雅库茨克。
1750年，俄罗斯清楚的认识到楚科奇人难以被征服。俄罗斯改变策略，在1778年于楚科奇人正式达成和平。楚科奇人与俄罗斯人进行和平贸易，一年一度在科雷马河流域与俄罗斯人进行公平的交易。虽然俄罗斯宣称俄罗斯已在18世纪末征服了整个西伯利亚，但直到1917年的十月革命以前，楚科奇人一直拒绝承认俄罗斯的霸权地位。